# Dasycercus cristicauda
Мулгара гребнехвоста (Dasycercus cristicauda) — вид хижих сумчастих ссавців з родини кволові (Dasyuridae). Ендемік Австралії, де з впевненістю відомо, що він присутній у пустельних районах між Північною територією і Південною Австралією. Живе на дюнах з 20% рослинним покривом з домінуванням Zygochloa paradoxa, рівнинах з домінуванням Nitraria billardierei і піщаних пагорбах поблизу солоних озер з домінуванням Glyceria ramigera. 

## Опис
Це кремезна тварина з вагою приблизно 190 грам і довжиною голови й тіла 18 см. Хвіст короткий. D. cristicauda переважно нічна мулгара, вдень ховається в норі. Харчується безхребетними, рептиліями і дрібними ссавцями. 

## Загрози та охорона
Основні загрози невідомі. Цей вид зустрічається принаймні в одному природоохоронному районі (Регіональний Заповідник Пустеля Сімпсона).